# 북구 (포항시)
북구(北區)는 대한민국 경상북도 포항시 북부에 있는 구이다.

## 역사
- 1995년 1월 1일 국회의원 선거구 포항시 북구에 해당하는 지역을 관할로 북구가 신설되었다.[3]
- 1998년 9월 1일 과소동 통·폐합[4]
- 2009년 1월 1일 1읍 6면 8동 1출장소로 소규모 동 통합[5]

## 행정 구역
포항시 북구의 행정 구역은 1개 읍, 6개 면, 8개 행정동으로 구성되어 있다. 포항 북구의 면적은 734.80km2이며, 인구는 2012년 6월 1일 기준으로 101,114세대, 265,980명이다.
| 행정동 | 한자   | 면적   | 세대    | 인구    | 행정구역 |
| ------ | ------ | ------ | ------- | ------- | -------- |
| 흥해읍 | 興海邑 | 105.72 | 14,239  | 36,182  |          |
| 신광면 | 神光面 | 80.17  | 1,562   | 3,172   |          |
| 청하면 | 淸河面 | 78.20  | 2,820   | 5,755   |          |
| 송라면 | 松羅面 | 59.40  | 1,491   | 2,986   |          |
| 기계면 | 杞溪面 | 91.96  | 2,576   | 5,576   |          |
| 죽장면 | 竹長面 | 235.71 | 1,488   | 2,864   |          |
| 기북면 | 杞北面 | 52.39  | 674     | 1,328   |          |
| 중앙동 | 中央洞 | 2.33   | 8,782   | 19,065  |          |
| 양학동 | 良鶴洞 | 1.98   | 6,953   | 20,314  |          |
| 죽도동 | 竹島洞 | 1.86   | 10,297  | 22,760  |          |
| 용흥동 | 龍興洞 | 3.95   | 9,539   | 26,251  |          |
| 우창동 | 牛昌洞 | 6.20   | 10,138  | 28,544  |          |
| 두호동 | 斗湖洞 | 1.38   | 8,712   | 26,422  |          |
| 장량동 | 長良洞 | 11.18  | 17,263  | 52,258  |          |
| 환여동 | 環汝洞 | 2.37   | 4,068   | 11,817  |          |
| 북구   | 北區   | 734.80 | 101,114 | 265,980 |          |

## 인구
- 북구(에 해당하는 지역)의 연도별 인구 추이[7]

| 연도   | 총인구    |  |
| ------ | --------- |  |
| 1995년 | 245,821명 |  |
| 2000년 | 250,993명 |  |
| 2005년 | 241,985명 |  |
| 2010년 | 258,862명 |  |
| 2013년 | 269,758명 |  |

## 관광

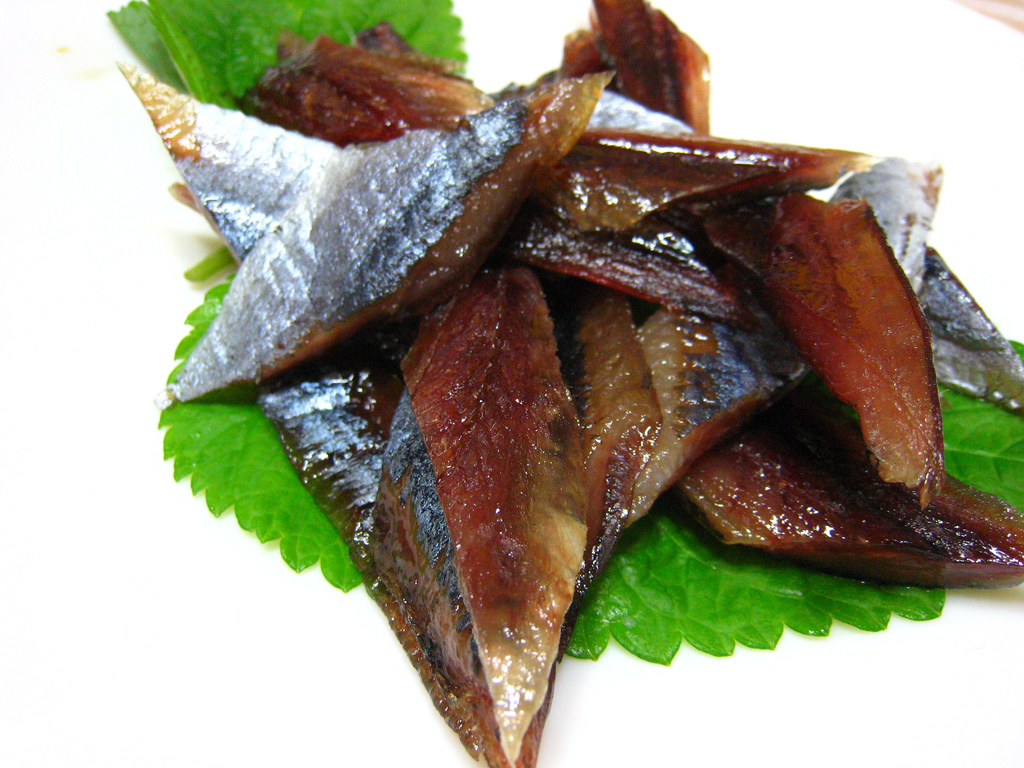
포항의 대표적인 먹거리 중의 하나인 과메기

죽도시장

### 음식
- 과메기

과메기는 한국 요리 중 하나로, 청어 또는 꽁치를 겨울동안 반건조 시킨 음식이다. 특히 경상북도 지방에서 많이 먹었으며, 그 중에서도 청어나 꽁치가 많이 잡히는 포항, 울진, 영덕 등의 지방에서 과메기를 많이 먹었다. 이 중 포항의 구룡포가 가장 유명하다. 대체로 초고추장에 찍어먹거나 쌈과 함께 싸먹기도 한다.
- 피데기·오징어·부추·시금치·참기름·영치자·표고버섯 등이 유명하다.

### 볼거리
- 죽도시장
- 환호해맞이공원
- 내연산보경사
- 호미곶관광지

### 해변
- 화진해수욕장
- 월포해수욕장
- 칠포해수욕장
- 영일대해수욕장

## 교육 기관
| 포항대학교 | 북구 흥해읍 신덕로 60       |  |
| 선린대학교 | 북구 흥해읍 초곡길36번길 30 |  |

| 한동대학교 | 북구 흥해읍 한동로 558 |  |

| 기계고등학교     | 북구 기계면 기계로 218          |  | 두호고등학교         | 북구 학전로111번길 21  |  |
| 장성고등학교     | 북구 법원로 117                 |  | 포항고등학교         | 북구 아호로 50         |  |
| 포항여자고등학교 | 북구 장미길 10                  |  | 포항해양과학고등학교 | 북구 여남포길21번길 18 |  |
| 흥해공업고등학교 | 북구 흥해읍 동해대로1475번길 42 |  |                      |                        |  |

| 대동고등학교         | 북구 우창서길 34       |  | 동지고등학교     | 북구 용흥로 123         |  |
| 동지여자고등학교     | 북구 용흥로 123        |  | 포항영신고등학교 | 북구 소티재로 107       |  |
| 유성여자고등학교     | 북구 우창로 43         |  | 서포고등학교     | 북구 죽장면 일광로 2    |  |
| 세화고등학교         | 북구 아치로 94         |  | 포항중앙고등학교 | 북구 소티재로151번길 11 |  |
| 포항중앙여자고등학교 | 북구 소티재로151번길 7 |  | 포항예술고등학교 | 북구 흥해읍 연화길 56   |  |

| 경북과학고등학교 | 북구 우미길 93 |  |

| 기계중학교     | 북구 기계면 기계로 218        |  | 기계중학교기북분교장 | 북구 기북면 기북로 469     |  |
| 대동중학교     | 북구 우창서길 34              |  | 대흥중학교           | 북구 용흥로292번길 35      |  |
| 동지중학교     | 북구 용흥로 123               |  | 송라중학교           | 송라면 광천길 36           |  |
| 신광중학교     | 북구 신광면 토성길51번길 19-2 |  | 양학중학교           | 북구 이동로 53             |  |
| 영신중학교     | 북구 소티재로 107             |  | 장흥중학교           | 북구 법원로 120            |  |
| 서포중학교     | 북구 죽장면 입암리 143        |  | 창포중학교           | 북구 새천년대로1075번길 30 |  |
| 청하중학교     | 북구 청하면 청하로151번길 26  |  | 포항중학교           | 북구 학산로 45             |  |
| 포항여자중학교 | 북구 장미길 49                |  | 포항항도중학교       | 북구 중흥로 170            |  |
| 대도중학교     | 북구 삼호로509번길 12         |  | 환호여자중학교       | 북구 삼호로 480-6          |  |
| 흥해중학교     | 북구 흥해읍 동해대로 1525     |  |                      |                            |  |

| 곡강초등학교     | 북구 흥해읍 칠포로 7         |  | 기계초등학교          | 북구 기계면 기계로 122  |  |
| 기북초등학교     | 북구 기북면 기북로 452       |  | 달전초등학교          | 북구 흥해읍 달전로 215  |  |
| 두호초등학교     | 북구 삼호로 273              |  | 두호남부초등학교      | 북구 두호로52번길 13    |  |
| 송라초등학교     | 북구 송라면 보경로 57        |  | 신광초등학교          | 북구 신광면 토성길 31   |  |
| 양학초등학교     | 북구 양학로 110              |  | 용흥초등학교          | 북구 용흥로 118         |  |
| 월포초등학교     | 북구 청하면 월포로 146       |  | 장량초등학교          | 북구 삼흥로100번길 9    |  |
| 장성초등학교     | 북구 새천년대로1123번길 6    |  | 장원초등학교          | 북구 법원로63번길 10    |  |
| 포항장흥초등학교 | 북구 양덕남로 11             |  | 죽도초등학교          | 북구 중흥로 195         |  |
| 죽장초등학교     | 북구 죽장면 새마을로 3575    |  | 죽장초등학교 상옥분교 | 북구 죽장면 죽장로 1815 |  |
| 죽천초등학교     | 북구 흥해읍 죽천길213번길 22 |  | 중앙초등학교          | 북구 삼호로 30          |  |
| 창포초등학교     | 북구 새천년대로1075번길 32   |  | 청하초등학교          | 북구 청하로217번길 19   |  |
| 포항남부초등학교 | 북구 새천년대로 606          |  | 포항송곡초등학교      | 북구 장량중앙로 27      |  |
| 포항양덕초등학교 | 북구 양덕로 20-5             |  | 포항영흥초등학교      | 북구 죽도로68번길 16-14 |  |
| 포항초등학교     | 북구 서동로47번길 26         |  | 항구초등학교          | 북구 삼호로468번길 5-12 |  |
| 항도초등학교     | 북구 항도길 13               |  | 해맞이초등학교        | 북구 환호로 37          |  |
| 흥해남산초등학교 | 북구 흥해읍 남미질로 26      |  | 흥해서부초등학교      | 북구 흥해읍 북송길 53   |  |
| 흥해초등학교     | 북구 흥해로 107              |  |                       |                         |  |

## 연계 교통

### 열차
| 동해선 | 부조역 ↔ 포항역 ↔ 월포역 ↔ 장사역 |

### 여객선
| 포항여객선터미널 | 울릉도, 독도 노선 운행 |

### 간선 도로
| 도로 이름  | 도로 종류 및 등급                        | 비고 | 도로 이름  | 도로 종류 및 등급                        | 비고 |
| ---------- | ---------------------------------------- | ---- | ---------- | ---------------------------------------- | ---- |
| 동해대로   | 국도 제7호선 국도 제28호선               |      | 새천년대로 | 국도 제7호선 (포항시남구계 ~ 우현사거리) |      |
| 포스코대로 |                                          |      | 희망대로   |                                          |      |
| 영일만대로 |                                          |      | 기계로     |                                          |      |
| 기북로     | 지방도 제921호선                         |      | 남미질로   |                                          |      |
| 달전로     |                                          |      | 대곡로     |                                          |      |
| 대신로     |                                          |      | 대이로     |                                          |      |
| 대해로     |                                          |      | 도음로     |                                          |      |
| 동빈로     |                                          |      | 두호로     |                                          |      |
| 문화로     |                                          |      | 법원로     |                                          |      |
| 보경로     |                                          |      | 봉좌로     |                                          |      |
| 부남로     | 국가지원지방도 제68호선                  |      | 불종로     |                                          |      |
| 비학로     | 국가지원지방도 제68호선 지방도 제930호선 |      | 상대로     |                                          |      |
| 새마을로   | 국도 제31호선 (연화교차로 ~ 청송군계)    |      | 삼호로     |                                          |      |
| 삼흥로     |                                          |      | 서동로     |                                          |      |
| 선착로     |                                          |      | 성실로     |                                          |      |
| 소티재로   | 국도 제7호선                             |      | 수목원로   | 국가지원지방도 제68호선                  |      |
| 신덕로     |                                          |      | 신흥로     |                                          |      |
| 아치로     |                                          |      | 아호로     |                                          |      |
| 양덕남로   |                                          |      | 양덕로     |                                          |      |
| 양학로     |                                          |      | 양학천로   |                                          |      |
| 영일만항로 |                                          |      | 용당로     |                                          |      |
| 용흥로     |                                          |      | 우창로     |                                          |      |
| 우창동로   |                                          |      | 월포로     | 국가지원지방도 제20호선                  |      |
| 이동로     |                                          |      | 장량로     |                                          |      |
| 장량중앙로 |                                          |      | 장량주택로 |                                          |      |
| 장성로     |                                          |      | 죽도로     |                                          |      |
| 죽장로     | 국가지원지방도 제69호선                  |      | 죽파로     |                                          |      |
| 중성로     |                                          |      | 중앙로     |                                          |      |
| 중흥로     |                                          |      | 창흥로     |                                          |      |
| 천마로     |                                          |      | 청하로     |                                          |      |
| 칠성로     |                                          |      | 칠포로     |                                          |      |
| 침촌로     |                                          |      | 포은로     |                                          |      |
| 해동로     |                                          |      | 학산로     |                                          |      |
| 학전로     |                                          |      | 한동로     |                                          |      |
| 해안로     | 국가지원지방도 제20호선                  |      | 환호로     |                                          |      |
| 흥해로     |                                          |      |            |                                          |      |

### 고속 도로
| 노선 이름          | 노선 이름     | 기점             | 비고 |
| ------------------ | ------------- | ---------------- | ---- |
| 새만금포항고속도로 | 서포항 나들목 | 대구방향 59.3 km |      |

## 사진

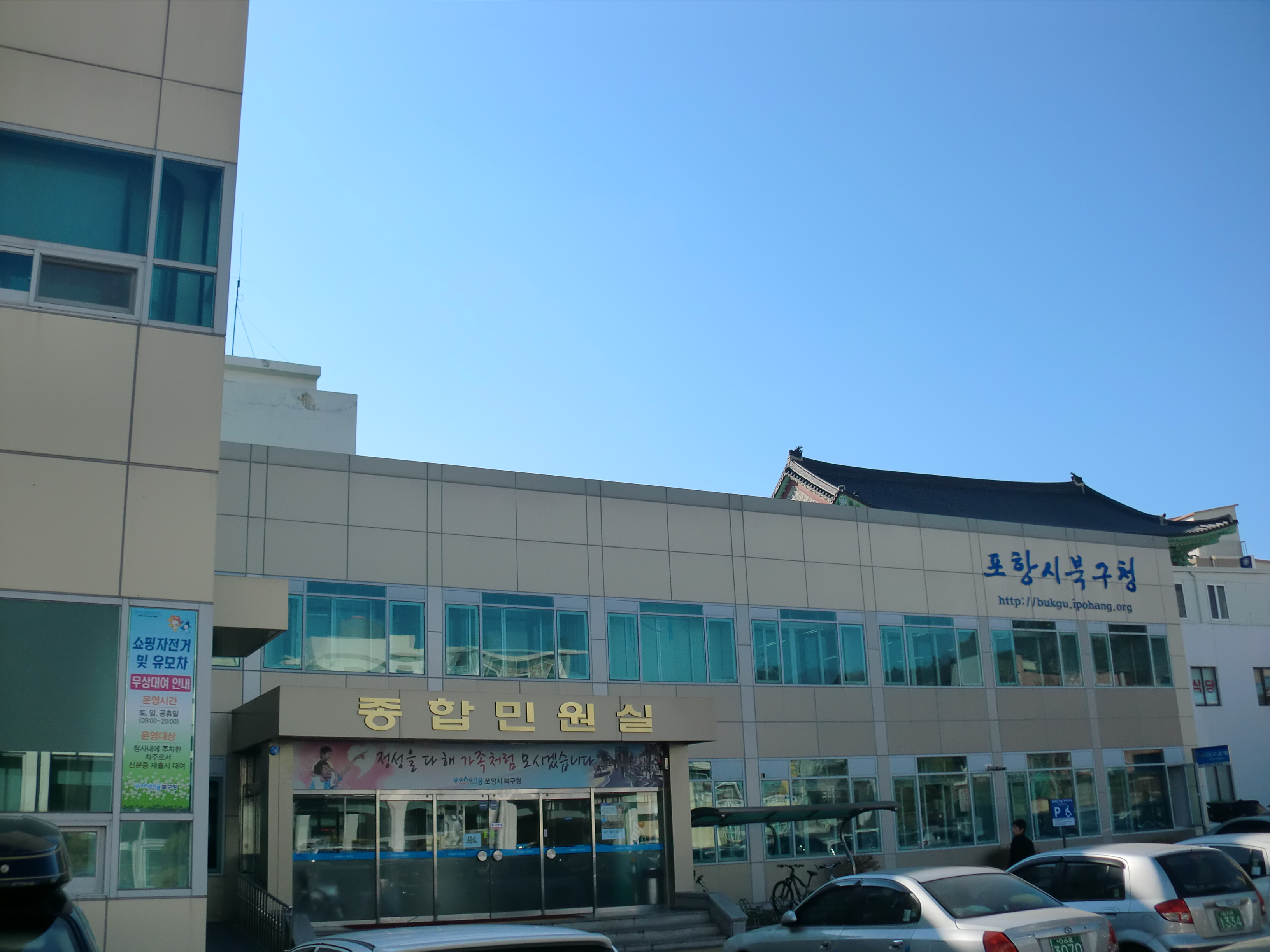
북구청
중앙상가 (포항역 앞)
중앙상가 (포항역 방향)
중앙상가 (우체국,육거리 방향)
죽도시장
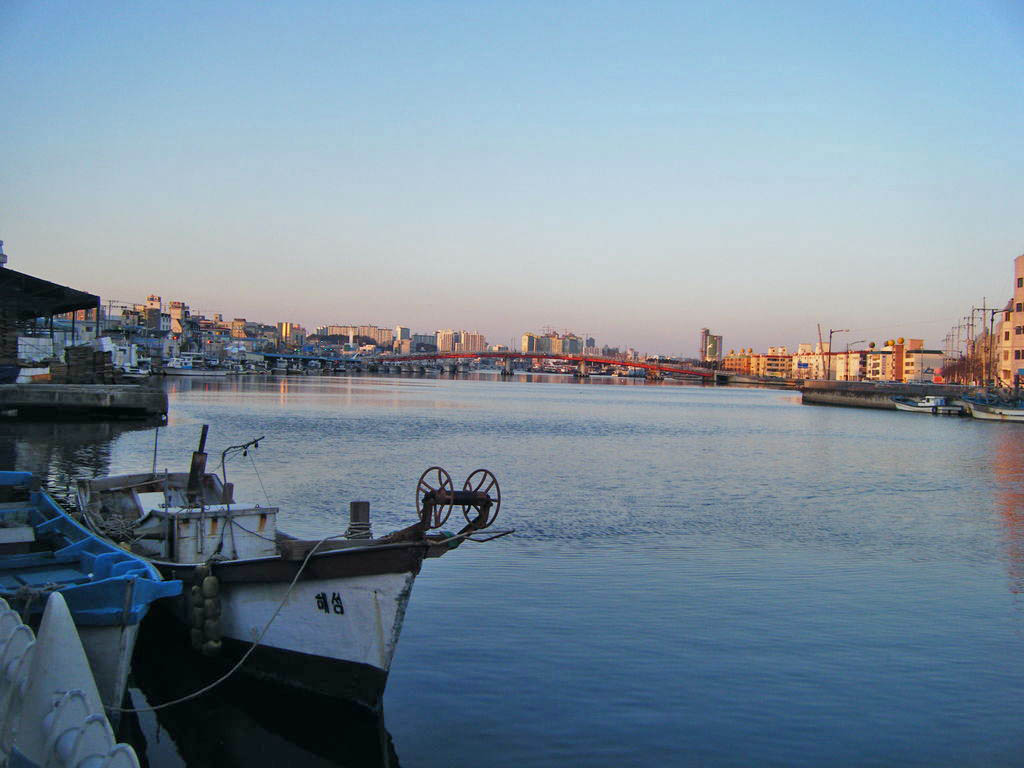
동빈내항
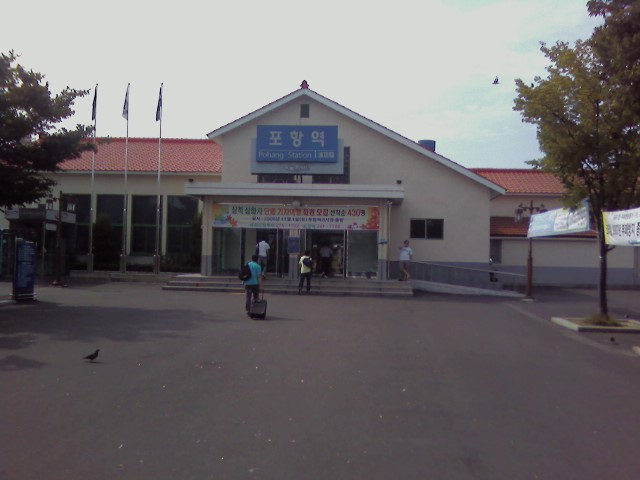
포항역

## 같이 보기
- 북구청
- 포항시
- 남구 (포항시)